# Vàlinor

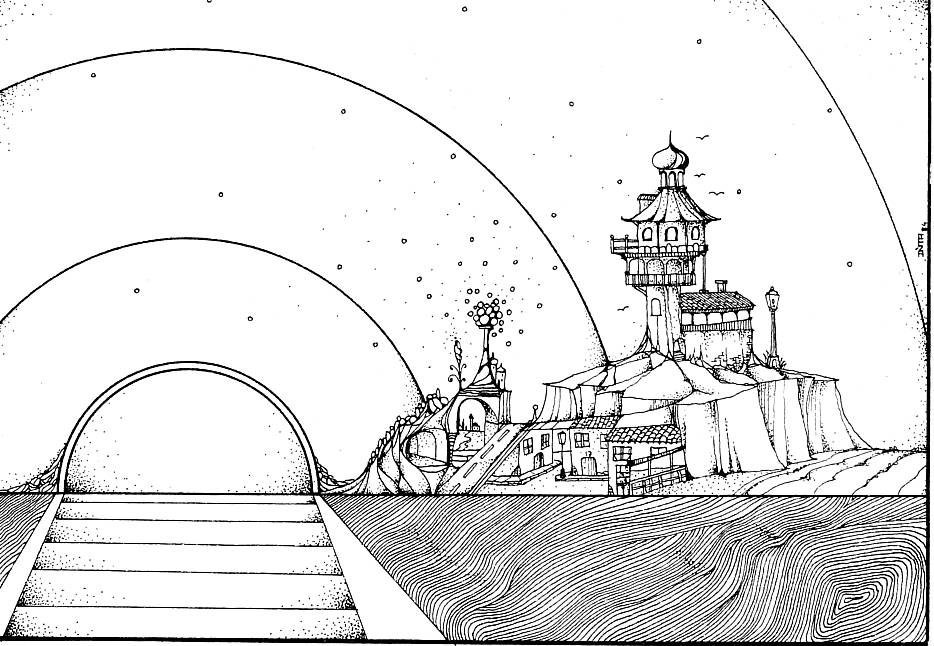
Valinor (una interpretació).

En el marc del món fictici creat per J.R.R. Tolkien, Vàlinor (La Terra dels Vàlar) va ser el regne dels Vàlar a la terra d'Aman, on van marxar quan Mélkor els va fer fora d'Almaren.
La ciutat més important del regne és Valimar, on resideixen els vàlar i els vànyar. Dos ciutats importants més són Alqualondë i Tírion, ciutats on viuren respectivament els teleri i els nóldor. El regne també inclou una illa habitada a prop de la costa oriental, anomenada Tol Erèssëa.

## Geografia i habitants
Cadascun dels vàlar té el seu propi domini a Vàlinor on resideix i pot alterar l'entorn al seu gust. Yavanna, la valie de la natura, el creixement i l'abundància resideix a les pastures de Yavanna al sud de l'illa. Al nord-est de les pastures viu el vala de la caça, Oromë, als Boscos d'Oromë plens d'animals salvatges. Nienna, la valie solitària de la tristesa i la paciència, viu aïllada a l'oest de l'illa a les Sales de Nienna on es passa els dies plorant i mirant el mar. Al sud de les Sales de Nienna s'hi troben les Sales de Mandos. Mandos, germà de Nienna, és el vala de la ultratomba i tots els que moren van a parar a les seves sales. Amb Mandos hi viu la seva esposa Vairë la Teixidora, que teixex els fils del temps.
A l'est de les Sales de Mandos hi trobem el llac de Lórellin, al centre del qual hi ha l'Illa d'Estë. Al sud de l'illa de la valie hi trobem els jardins de Lórien, el seu marit i vala dels somnis.
Al nord s'hi troben les Mansions d'Aulë el ferrer, espòs de Yavanna, i finalment al nord-est hi ha les Mansions de Manwë i Varda, el matrimoni dels vàlar més poderosos.
A l'oest s'hi trobaven els Dos Arbres de Vàlinor, Telpérion i Laurelin.
El continent de Vàlinor estava envoltat d'aigüa per tres cantons, mentre que al nord limitava amb una zona de glaceres i amb el Helcaraxë.
Després de la caiguda de Númenor, les terres immortals van ser desplaçades d'Arda perquè els homes no hi poguessin arribar. Només els elfs podien accedir-hi a través del Camí Recte, a través del qual els seus vaixells eren capaços de sortir de les esferes del món i arribar a Vàlinor.